# Fegato (colore)
Fegato è il termine usato per descrivere il colore rosso scuro, tipico del fegato; una variante ancora più scura è riscontrabile spesso nel manto di cani e cavalli.